# رافاييل ميدينا
رافاييل ميدينا (بالإسبانية: Rafael Medina) (8 أكتوبر 1979 في المكسيك - ) هو لاعب كرة قدم مكسيكي في مركز الوسط. شارك مع منتخب المكسيك لكرة القدم. أما مع النوادي، فقد لعب مع سانتوس لاغونا ونادي تيكوس ونادي غوادالاخارا وتيبورونيس روخوس دي فيراكروز وريبوسيروس دي لا بيداد ‏.

## وصلات خارجية
- رافاييل ميدينا على موقع قاعدة بيانات كرة القدم.إي يو (الإنجليزية)